# Стальненська сільська рада
Ста́льненська сільська́ ра́да — адміністративно-територіальна одиниця та орган місцевого самоврядування у Джанкойському районі Автономної Республіки Крим. Адміністративний центр — село Стальне.

## Загальні відомості
- Населення ради: 3 590 осіб (станом на 2001 рік)

## Населені пункти
Сільській раді підпорядковані населені пункти:
- с. Стальне
- с. Многоводне
- с. Новокостянтинівка
- с. Новопавлівка
- с. Новофедорівка
- с. Озерки
- с. Прозрачне
- с. Рідне

## Склад ради
Рада складається з 20 депутатів та голови.
- Голова ради: Муренко Лідія Арсентіївна

### Керівний склад попередніх скликань
| Прізвище, ім'я, по батькові | Основні відомості                                                                     | Дата обрання | Дата звільнення |
| --------------------------- | ------------------------------------------------------------------------------------- | ------------ | --------------- |
| Муренко Лідія Арсентіївна   | Сільський голова, 1954 року народження, освіта незакінчена вища, член Народної партії | 26.03.2006   | 31.10.2010      |
| Муренко Лідія Арсентіївна   | Сільський голова, 1954 року народження, освіта незакінчена вища, член Народної партії | 31.10.2010   |                 |

Примітка: таблиця складена за даними сайту Верховної Ради України

### Депутати
За результатами місцевих виборів 2010 року депутатами ради стали:

#### За суб'єктами висування
| Суб'єкт висування           | Кількість обраних депутатів | %  |
| --------------------------- | --------------------------- | -- |
| Партія регіонів             | 18                          | 90 |
| Демократична партія України | 1                           | 5  |
| Самовисування               | 1                           | 5  |

#### За округами
| № округу                    | Прізвище, ім'я, по батькові      | Дата визнання обраним | Освіта             | Партійна приналежність            | Відомості про обраного депутата                                                                               |
| --------------------------- | -------------------------------- | --------------------- | ------------------ | --------------------------------- | --- |
| Демократична партія України |                                  |                       |                    |                                   | |
| 13                          | Корінна Ірина Леонтіївна         | 02.11.2010            | середня            | член Демократичної партії України | тимчасово не працює                                                                                           |
| Партія регіонів             |                                  |                       |                    |                                   | |
| 1                           | Оріхівська Олена Ярославівна     | 02.11.2010            | вища               | член Партії регіонів              | Стальнівська амбулаторія загальної практики сімейної медицини, головний лікар                                 |
| 2                           | Гудіна Ірина Борисівна           | 02.11.2010            | вища               | член Партії регіонів              | Стальнівська загальноосвітня школа І-ІІІ ст., заступник директора школи з навчально -виховної роботи, вчитель |
| 3                           | Гараніна Віра Олександрівна      | 02.11.2010            | вища               | позапартійна                      | тимчасово не працює                                                                                           |
| 4                           | Федорін Олександр Леонідович     | 02.11.2010            | вища               | позапартійний                     | тимчасово не працює                                                                                           |
| 5                           | Дебело Олександр Васильович      | 02.11.2010            | середня спеціальна | позапартійний                     | приватний підприємець                                                                                         |
| 6                           | Григорян Галина Григорівна       | 02.11.2010            | середня спеціальна | позапартійна                      | пенсіонер |
| 7                           | Косьяненко Тетяна Миколаївна     | 02.11.2010            | вища               | позапартійна                      | Стальненська сільська рада, секретар                                                                          |
| 8                           | Виговська Світлана Володимирівна | 02.11.2010            | вища               | член Партії регіонів              | Стальненська сільська рада, землевпорядник                                                                    |
| 9                           | Мельничук Наталія Григорівна     | 02.11.2010            | вища               | член Партії регіонів              | Стальнівська амбулаторія загальної практики сімейної медицини, акушерка                                       |
| 10                          | Гонтаренко Оксана Анатоліївна    | 02.11.2010            | вища               | позапартійна                      | ТОВ «Адоніс», бухгалтер                                                                                       |
| 11                          | Коліпаров Віталій Володимирович  | 02.11.2010            | середня спеціальна | позапартійний                     | ТОВ «Адоніс», інженер                                                                                         |
| 12                          | Зябкин Сергій Володимирович      | 02.11.2010            | середня            | член Партії регіонів              | приватний підприємець                                                                                         |
| 14                          | Шпаков Сергій Іванович           | 02.11.2010            | середня            | член Партії регіонів              | приватний підприємець                                                                                         |
| 15                          | Абляметов Аблякім                | 02.11.2010            | вища               | позапартійний                     | тимчасово не працює                                                                                           |
| 16                          | Доценко Тетяна Борисівна         | 02.11.2010            | вища               | член Партії регіонів              | фельдшерсько-акушерський пункт с. Новопавлівка, завідувачка                                                   |
| 17                          | Джемілєв Решат Меметович         | 02.11.2010            | середня            | позапартійний                     | тимчасово не працює                                                                                           |
| 19                          | Каплан Олександр Михайлович      | 02.11.2010            | вища               | позапартійний                     | приватний підприємець                                                                                         |
| 20                          | Климакова Тетяна Антонівна       | 02.11.2010            | середня            | позапартійна                      | тимчасово не працює                                                                                           |
| Самовисування               |                                  |                       |                    |                                   | |
| 18                          | Скопцов Володимир Миколайович    | 02.11.2010            | середня спеціальна | позапартійний                     | Джанкойські міські електромережі, охоронець                                                                   |